# Lambaréné flygplats
Lambaréné flygplats är en flygplats vid staden Lambaréné i Gabon. Den ligger i provinsen Moyen-Ogooué, i den centrala delen av landet, 150 km sydost om huvudstaden Libreville. Lambaréné flygplats ligger 25 meter över havet. IATA-koden är LBQ och ICAO-koden FOGR.